# Бриллианты вечны (роман)
«Бриллианты вечны» (англ. Diamonds Are Forever) — четвёртый роман Яна Флеминга о приключениях британского агента Джеймса Бонда.
Познакомьтесь — Джеймс Бонд. Безупречный, блестяще образованный красавец. Абсолютно безжалостен и смертельно опасен.
На этот раз ему предстоит опаснейшая миссия в Африку. Непобедимому суперагенту придётся подтвердить свою репутацию в схватке с безжалостными международными гангстерами — контрабандистами алмазов, чьи сети опутали три континента.

## Аннотация
Английское правительство проводит расследование крупных хищений алмазов из рудников, расположенных в британских колониях. Цепочка контрабанды начинается в Сьерра-Леоне, потом алмазы оказываются в Лондоне («…камни, возможно, переправляются через Либерию, а может быть — через Французскую Гвинею. Попадают во Францию. А поскольку пакет оказался в Лондоне, можно предположить, что и Лондон — часть сети») и затем уходят за океан в США. Заправляют всем этим американские гангстеры. Поскольку речь идет о работе за пределами Великобритании, к расследованию подключается МИ6. Учитывая сложность задания, М делает ставку на 007. Джеймс Бонд должен под видом курьера пройти до конца цепочки контрабанды алмазов.

## Персонажи
- Джеймс Бонд / Агент 007 — главный герой
- Тиффани Кейс — девушка Бонда
- Серафимо Спэнг — главный злодей
- Джек Спэнг — главный злодей
- Мистер Винт — второстепенный злодей
- Мистер Кидд — второстепенный злодей
- Шэди Три — второстепенный злодей
- Феликс Лейтер — друг Бонда
- Эрнест Курео — союзник Бонда
- Дантист — второстепенный злодей
- Пилот вертолёта — второстепенный злодей
- Питер Фрэнкс — второстепенный злодей

## Одноимённые экранизации романа (1971)
Джордж Лэзенби отказался сниматься в бондиане Бриллианты вечны, в которой сыграл Шон Коннери. Это был его последний фильм (из официальных) в бондиане.

## Связь с кино
Снятый в 1971 году фильм заимствовал из книги, помимо некоторых имён (Тиффани Кейс, Винт и Кидд, Шэди Три, Феликс Лейтер, дантист (в фильме — доктор Тайнан), пилот вертолёта (в фильме — Джо), Питер Фрэнкс — при этом сами персонажи претерпели значительные изменения), идею о контрабанде алмазов. Однако, в отличие от книги, где злодеи — «обычные» жулики-контрабандисты, в фильме главным злодеем является Эрнст Ставро Блофельд, глава СПЕКТРа, и бриллианты нужны ему для создания космического лазера. Общий комическо-буффонадный характер фильма также радикально отличается от строгого стиля Флеминга, у которого шутки и ирония довольно редки.